# Smołdziny
Smołdziny (dodatkowa nazwa w j. kaszub. Smôłdzënë; niem. Smoldzyn) – osada kaszubska w Polsce na Równinie Charzykowskiej w regionie Kaszub zwanym Gochami położona w województwie pomorskim, w powiecie bytowskim, w gminie Lipnica. Wieś jest częścią składową sołectwa Lipnica. Na południe od Lipnicy leży jezioro Kiedrowickie.
W latach 1975–1998 miejscowość administracyjnie należała do województwa słupskiego.
Inne miejscowości z prefiksem Smołdzin: Smołdzino, Smołdziński Las

## Z kart historii
Do 1919 roku miejscowość nosiła oficjalną niemiecką nazwę administracyjną Smoldzyn. Od zakończenia I wojny światowej wieś ponownie należy do Polski. W okresie 20. lecia międzywojennego należała do ówczesnego powiatu chojnickiego. Podczas okupacji nazistowscy propagandyści niemieccy (w ramach szerokiej akcji odkaszubiania i odpolszczania nazw niemieckiego lebensraumu) zweryfikowali nazwę Smoldzyn jako zbyt kaszubską lub nawet polską i przemianowali ją na nowo wymyśloną i bardziej niemiecką – Schmelz.